# Marcel Duhamel

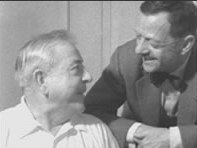
Marcel Duhamel (rechts) mit Jacques Prévert im Film Mon frère Jacques (1961)

Marcel Duhamel (* 16. Juli 1900 in Paris; † 6. März 1977 in Saint-Laurent-du-Var, Département Alpes-Maritimes) war ein französischer Schauspieler und Autor. Er gründete nach dem Zweiten Weltkrieg bei Gallimard die Série noire („Schwarze Reihe“), eine Reihe von Kriminalromanen amerikanischer Herkunft.  
Er gehörte zeitweise zur surrealistischen Bewegung und der Avantgardegruppierung „le grand jeu“.

## Filmografie (Auswahl)
- 1932: Das Ding ist geschaukelt (L'affaire est dans le sac)
- 1934: Der letzte Milliardär (Le dernier milliardaire)
- 1936: Das Verbrechen des Herrn Lange (Le crime de Monsieur Lange)
- 1936: Das Leben gehört uns (La vie est à nous)
- 1937: Ein sonderbarer Fall (Drôle de drame)
- 1937: Gebrandmarkt (Forfaiture)
- 1939: Die weiße Sklavin (L'esclave blanche)
- 1939: Das Gesetz des Nordens (La loi du nord)
- 1939/41: Schleppkähne (Remorques)
- 1940: Narziss, der unfreiwillige Flieger (Narcisse)
- 1953: Dieser Mann ist gefährlich (Cet homme est dangereux)